# Aleksandra Parzeńska
Aleksandra Parzeńska (ur. 16 września 1997 w Ostrowie Wielkopolskim) – polska koszykarka grająca na pozycjach silnej skrzydłowej lub środkowej, obecnie zawodniczka GTK Gdynia.

## Osiągnięcia
Stan na 15 listopada 2021, na podstawie, o ile nie zaznaczono inaczej.
Drużynowe
- Mistrzyni Polski juniorek starszych (2019)[2]
- Brązowa medalistka mistrzostw Polski juniorek (2015)

Reprezentacja
- Uczestniczka mistrzostw Europy:
  - U–20 (2017 – 10. miejsce)[3]
  - U–18 (2015 – 14. miejsce)
  - U–16 dywizji B (2013)